# Atiya Guru Sidaba
Atiya Guru Sidaba of Sidaba Mapu is de oppergod in de Meiteireligie van Manipur. Hij was volgens de Meitei de voorvader van de goden, mensen en planeten. Zijn naam vanuit het Manipuri betekent letterlijk De onsterfelijke lucht goeroe. Volgens de Leithhak Leikharol creëerde Atiya eerst de godheid Kodin, deze kreeg de opdracht om de mens te maken. Kodin maakte eerst zeven kikkers en zeven apen. Maar wanneer Atiya nog niet te tevreden was over de vorm van de wezens, bracht Kodin zijn schaduw tot leven. Nu de mens bestond moest Atiya nog een geschikte wereld voor hen creëren. Hij maakte de aarde, de zon en tot slot de maan. Zodra het werk af was stuurde hij de kikkers het water in en stuurde hij de apen samen met mensen de heuvels in. De echtgenoot van Atiya was Leimaren Sidabi, godin van de aarde. Na zijn levenswerk verdween hij. Hij was ook de grondlegger van het Zulu-Buku geloof. Hij was namelijk na het afmaken van zijn levenswerk richting de Zulu-natipon getrokken. Hier verkrachtte hij meerdere vrouwen en zorgde zo voor een lange dynastie tussen de zulus.